# توشیاکی ایمای
توشیاکی ایمای (انگلیسی: Toshiaki Imai؛ زادهٔ ۲۹ دسامبر ۱۹۵۴) بازیکن فوتبال اهل ژاپن است.
از باشگاه‌هایی که در آن بازی کرده‌است می‌توان به باشگاه فوتبال کاوازاکی فرونتال اشاره کرد.